# Klaus (film)
Pour les articles homonymes, voir Klaus.
Pour plus de détails, voir Fiche technique et Distribution.
Klaus, parfois intitulé La Légende de Klaus, est un film de Noël d'animation hispano-britannique réalisé, co-scénarisé et imaginé par Sergio Pablos, sorti en 2019.
Le film suit Jesper qui se trouve être le pire élève de l'Académie Postale, il est envoyé à Smeerensburg, un petit village situé sur une île glacée dans le cercle arctique, où les habitants grincheux et bagarreurs ne s'échangent pas un mot et encore moins une lettre. Jesper est sur le point d'abandonner ses devoirs de facteur lorsqu'il rencontre Alva, la maîtresse d'école du village devenue poissonnière, et Klaus, un mystérieux menuisier qui vit seul dans une maison pleine de jouets.
Avec Carlos Martinez Lopez pour co-réalisateur et avec Jim Mahoney et Zach Lewis pour co-scénaristes, il s'agit du premier long métrage d'animation original à être diffusé sur Netflix.

## Synopsis
Jesper Johansson, le fils paresseux et gâté du Postmaster General royal, est sur le point d'être renvoyé de l'Académie Postale quand son père l'envoie dans la ville lointaine de Smeerensburg : si Jesper ne parvient pas à poster six mille lettres en un an, il lui coupera les vivres. En arrivant dans la ville enneigée et austère de Smeerensburg, Jesper rencontre Mogens, le passeur, et Alva, la maîtresse d'école du village devenue poissonnière, qui lui explique que Smeerensburg est la demeure des familles Ellingboe et Krum, qui se détestent et se bagarrent sans cesse depuis des générations.
Désespérément à la recherche de lettres, Jesper tente de poster le dessin d'un petit garçon de la famille Krum. Il rend ensuite visite à Klaus, un menuisier vivant reclus dans la montagne et dont le passe-temps consiste à fabriquer et accrocher dans les arbres des abris pour oiseaux. Il découvre que sa maison est remplie de jouets fabriqués de sa main, mais fuit devant l'imposant personnage, laissant derrière lui le dessin de l'enfant triste. Klaus force Jesper à l'emmener à la maison du petit garçon et à lui donner secrètement l'un de ses jouets. Le bouche-à-oreille fait que d'autres enfants écrivent des lettres à Klaus, espérant recevoir un cadeau. Jesper convainc Klaus de distribuer d'autres jouets, espérant recevoir de plus en plus de lettres. Le jouet du petit garçon Krum l'amène à jouer avec une petite fille Ellingboe, ce qui outre les deux familles.
Le mythe de Klaus grandit dans l'esprit des enfants du village tandis que Jesper continue à distribuer les jouets par la cheminée la nuit, incitant de plus en plus d'enfants à écrire des lettres à Klaus. Jesper envoie les enfants qui ne savent pas lire dans la poissonnerie d'Alva, qui finit par la transformer en salle de classe avec l'argent qu'elle avait économisé pour quitter Smeerensburg, tandis que Klaus et Jesper domptent un troupeau de rennes pour tirer leur traîneau. Quand Jesper laisse du charbon dans la chaussette d'une brute et que ce dernier lui fait face, Jesper déclare que Klaus ne donne des cadeaux qu'aux gentils enfants et a vent de toutes leurs actions grâce à une liste, ce qui mène les enfants à faire de bonnes actions dans le village et les adultes à arrêter leurs disputes.
Ne souhaitant pas voir mourir leur rivalité, Tammy Krum et Aksel Ellingboe, les doyens de chaque famille, tentent de saboter le voyage de Jesper et Klaus. Le traîneau perd ses roues et déboule dans la ville, ce qui mène les enfants à penser que Klaus a un traîneau volant tiré par des rennes magiques. Alors que la date limite de Jesper approche et que Klaus commence à être à court de jouets, Jesper tente de persuade ce dernier d'en faire plus pour Noël, mais quand Jesper découvre une alcôve en bois avec de petites statuettes, révélant un secret du passé de Klaus qu'il tentait de cacher, Klaus le chasse. Ils se réconcilient en fabriquant une luge pour Márgu, une petite fille sami, et Klaus parle à Jesper de Lydia, sa femme décédée (qui aimait les oiseaux, Klaus continuera à fabriquer des abris à oiseaux en sa mémoire) en lui expliquant qu'il avait fabriqué les jouets pour les enfants qu'ils n'ont jamais eu. Il accepte d'aider Jesper pour Noël, accompagné de Márgu et des membres de son campement, qui confectionnent à Klaus un costume traditionnel rouge. Alva montre à Jesper à quel point la ville s'est embellie en essayant de le convaincre de rester à Smeerensburg.
Les doyens Krum et Ellingboe font une trêve temporaire, découvrent la date limite de Jesper et postent quatorze mille lettres pour se débarrasser du facteur. Le jour du Réveillon, le père de Jesper vient féliciter son fils, révélant accidentellement les intentions égoïstes de Jesper à ses amis. Avant de quitter la ville, le passeur voit la tristesse de Jesper, qui révèle tout à son père, qui lui dit qu'il est enfin fier de lui et qui l'autorise à rester à Smeerensburg.
Les doyens arrivent chez Klaus pour détruire les cadeaux de Noël et Jesper tente de les arrêter. Dans la course poursuite qui s'ensuit, le fils de Mme Krum et la fille de M. Ellingboe tombent amoureux, tandis que la hotte de Klaus est jetée du haut d'une falaise. Alva et Klaus révèlent alors à Jesper que les enfants de la ville les avaient informés du plan des doyens et qu'ils avaient remplacé les cadeaux par des bûches. Jesper distribue alors les cadeaux de Noël avec Klaus tandis que le mariage des enfants des deux familles les forcent à mettre fin à leur rivalité.
Jesper épouse Alva et ils ont deux enfants. Les onze années suivantes, Klaus et lui distribuent les cadeaux de Noël à Smeerensburg et dans le reste du monde. La douzième année, Klaus, devenu vieux, suit une brise et disparaît, partant alors retrouver sa femme décédée. Jesper explique alors sa tradition de Noël : chaque année, il attend devant la cheminée pour voir Klaus, dont l'esprit, devenu la légende du Père Noël, distribue les cadeaux aux enfants du monde entier.

## Fiche technique
Sauf indication contraire, les informations mentionnées dans cette section peuvent être confirmées par la base de données cinématographiques IMDb,  présente dans la section « Liens externes ».
- Titre original : Klaus
- Titre français alternatif : La Légende de Klaus
- Réalisation : Sergio Pablos
  - Coréalisation : Carlos Martínez López
- Scénario : Sergio Pablos, Zach Lewiset Jim Mahoney, d'après une histoire de Sergio Pablos
- Musique : Alfonso G. Aguilar
- Décors : Szymon Biernacki et Marcin Jakubowski
- Montage : Pablo García Revert
- Production : Gustavo Ferrada, Mercedes Gamero, Jinko Gotoh, Mikel Lejarza, Sergio Pablos, Marisa Roman et Matthew Teevan
- Sociétés de production : The SPA Studios, Atresmedia Cine, Sergio Pablos Animation Studios (Animagic) et Netflix Animation
- Sociétés de distribution : TriPictures (Espagne) ; Netflix (monde)
- Pays de production :  Espagne et  Royaume-Uni
- Langues originales : anglais et same
- Format : couleur - 1,85:1 - Dolby Atmos
- Genre : animation, comédie et aventure
- Durée : 96 minutes
- Dates de sortie :
  - Espagne / Royaume-Uni / Irlande / États-Unis / Canada : 8 novembre 2019 (sortie limitée)
  - Monde : 15 novembre 2019 (Netflix)

## Distribution
- Jason Schwartzman (VF : Alex Lutz)[2] : Jesper, un facteur
- J. K. Simmons (VF : François Berléand)[2] : Klaus, alias le Père Noël, un charpentier solitaire qui fabrique des jouets
- Rashida Jones (VF : Ludivine Sagnier)[2] : Alva, une institutrice devenue poissonnière
- Joan Cusack (VF : Karin Viard)[2] : Mme Tammy Krum, ennemie avec les Ellingboes
- Will Sasso (VF : Gérard Darier) : M. Aksel Ellingboe, ennemi des Krums
- Norm Macdonald (VF : Philippe Vincent) : Mogens, un batelier habitant Smeerensburg
- Neda Margrethe Labba : Márgu, une petite fille samie
- Sam McMurray (VF : Christian Gonon) : le père de Jesper

## Production

### Développement et genèse
Après avoir créé son propre studio d'animation à Madrid en Espagne, le réalisateur Sergio Pablos, ayant travaillé sur des films de la Renaissance Disney tels que Le Bossu de Notre-Dame, Hercules et Tarzan, a décidé de développer un nouveau long métrage d'animation traditionnelle. Pablos souhaitait explorer l’évolution du médium si les studios de cinéma d’animation occidentaux n’avaient pas commencé à produire principalement des films d'animation par ordinateur depuis les années 1990. Pour l'apparence du film, le studio a cherché à surmonter certaines des limites techniques de l’animation traditionnelle, en se concentrant sur l’éclairage et la texture organiques et volumétriques pour donner à un film un aspect unique, tout en conservant une sensation artisanale. Des outils propriétaires de la société française d’Angoulême, Les films du Poisson Rouge, ont été utilisés pour permettre à l’équipe de produire divers styles de développement visuel dans le but de s’éloigner du style standardisé de « personnages ressemblant à des autocollants apposés sur des arrière-plans peints »,. Le camarade d’animation de Disney, James Baxter, connu pour La Belle et la Bête, a également travaillé sur le film.

### Musique
La musique originale est composée par Alfonso G. Aguilar.
La chanson Invisible, écrite par Justin Tranter (en), Jussifer (en) et Caroline Pennell (en), est interprétée par la chanteuse et compositrice suédoise Zara Larsson.
La chanson Don't Mess With The Postman, écrite par Sergio Pablos et composée par Alfonso G. Aguilar, est interprétée par Borja Justo Franco.

### Promotion
Le premier teaser du projet a été publié en avril 2015. À l'époque, le studio recherchait des partenaires d'investissement, de coproduction et de distribution. Il a été vendu à divers studios, qui l'ont perçu comme « trop risqué. En novembre 2017, Netflix a annoncé avoir acquis les droits mondiaux sur Klaus. Dans le même temps, les rôles de Jesper, Mme Alva, Klaus et Mrs. Krum ont été annoncés, ainsi qu'une date de sortie pour Noël 2019. En mars 2019, on annonce que Netflix prévoyait une sortie qualificative aux Oscars de Klaus dans les salles de cinéma. Ce film figurait parmi les dix films que Netflix était en train de négocier avec des chaînes pour donner des versions limitées avant leur lancement en ligne en août,. La date de sortie du film a été annoncée le 7 octobre, parallèlement au début d'un trailer officiel.
Le film est dédié à l'animatrice et vérificatrice de la scène Mary Lescher, décédée d'un cancer, le 2 juin 2019. Elle avait travaillé sur Klaus, ainsi que sur d'autres longs métrages animés tels que La Belle et la Bête et Le Roi lion.

## Sortie et accueil

### Sortie
Klaus sort le 8 novembre 2019 dans quelques salles de cinéma. Le 15 novembre, le film est distribué sur Netflix : c'est le premier long métrage d'animation original à apparaître sur Netflix.

### Accueil critique
Sur Rotten Tomatoes, le film est critiqué avec un taux d'approbation de 91 % basé sur 32 critiques, avec une moyenne pondérée de 7,39/10. Metacritic lui a attribué une note moyenne de 63 sur 100, sur la base de neuf critiques, indiquant « des critiques généralement favorables ».
Le site Allociné attribue une moyenne de 4/5 à partir des interprétations des critiques de presse collectées.
20 Minutes a beaucoup aimé le film et dit que « L'enchantement est total tant il plonge le spectateur dans de véritables tableaux animés. ».
Première est du même avis que les autres revues et dit que « Son Klaus est maitrisé de bout en bout, que ce soit du point de vue de l'animation en 2D ou du scénario, qui ravira les enfants et les adultes. ».

## Autour du film
Pablos a déclaré que Smeerensburg est une variante délibérément mal orthographié de Smeerenburg, une ancienne station de chasse à la baleine néerlandaise et danoise située dans l'archipel arctique de Svalbard.
Bien que le pays où se situe Smeerensburg ne soit pas spécifié, la présence de personnages samis tend à désigner le nord de la Scandinavie comme lieu de l'action. De plus, le logo du service des postes présent sur l'uniforme de Jesper rappelle celui des postes suédoises.

## Distinctions

### Récompense
- BAFTA 2020 : Meilleur film d'animation

### Nomination
- Oscars 2020 : Meilleur film d'animation